# Anatole baroptenosa
Anatole baroptenosa är en fjärilsart som beskrevs av Hans Ferdinand Emil Julius Stichel 1910. Anatole baroptenosa ingår i släktet Anatole och familjen Riodinidae. Inga underarter finns listade i Catalogue of Life.